# 帝釈所問経
『帝釈所問経』（たいしゃくしょもんきょう、巴: Sakkapañha-sutta, サッカパンハ・スッタ）とは、パーリ仏典経蔵長部の第21経。『帝釈天問経』（たいしゃくてんもんきょう）とも。
類似の伝統漢訳経典としては、『長阿含経』（大正蔵1）の第14経「釈提桓因問経」や、『帝釈所問経』（大正蔵15）、『中阿含経』（大正蔵26）の第134経「釈問経」等がある。
経名の通り、帝釈天が釈迦に仏法を問う内容となっている。

## 構成

### 登場人物
- 釈迦
- 帝釈天
- パンチャシカ --- 帝釈天の眷属であるガンダッパの一人。『大典尊経』にも登場。

### 場面設定
釈迦がラージャグリハ（王舎城）のヴェーディヤカ山の洞窟で瞑想していた時、眷属であるパンチャシカを先立たせた帝釈天が現れた。
帝釈天に煩悩について問われた釈迦は、三毒、欲、無明、三業（身口意）、六根などを述べる。
帝釈天は法悦し、釈迦への帰依を誓う。

## 日本語訳
- 『南伝大蔵経・経蔵・長部経典2』（第7巻） 大蔵出版
- 『パーリ仏典 長部（ディーガニカーヤ）大篇II』 片山一良訳 大蔵出版
- 『原始仏典 長部経典2』 中村元監修 春秋社